# Коразим
Корази́м или Хорази́н (ивр. כּוֹרָזִים‎; арам. כּוֹרָזִין) — древний город в Верхней Галилее, в Израиле. Находится в 3,5 км к северу от Капернаума.
Был разрушен до 339 года. Евреи жили здесь также в V-VII и XIII—XV веках. Сейчас представляет собой тель. Большая часть строений сделана из чёрного базальта. При раскопках были обнаружены остатки синагоги III—IV веков. Среди декора символы иудаизма и греческой мифологии. Содержит скульптурную композицию — двух каменных львов. Была также найдена миква.
В 1983 году в Коразиме устроен архитектурно-археологический заповедник. В 2000 году Коразим был номинирован на внесение в список объектов всемирного наследия ЮНЕСКО.

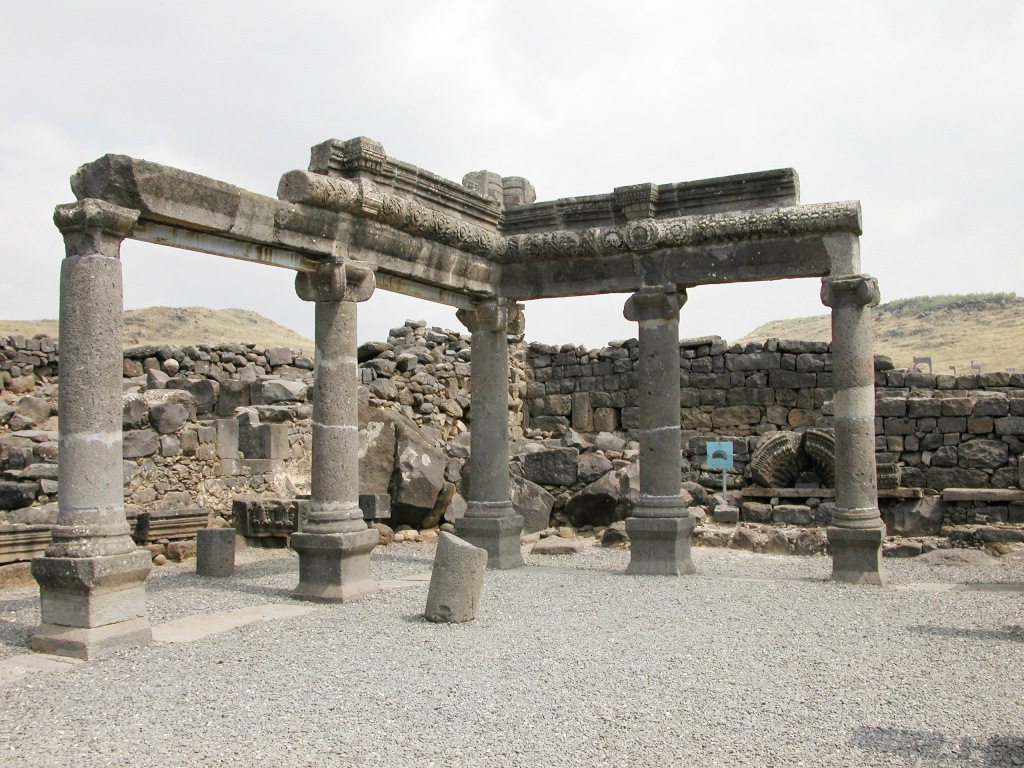
Развалины древней синагоги в Коразиме
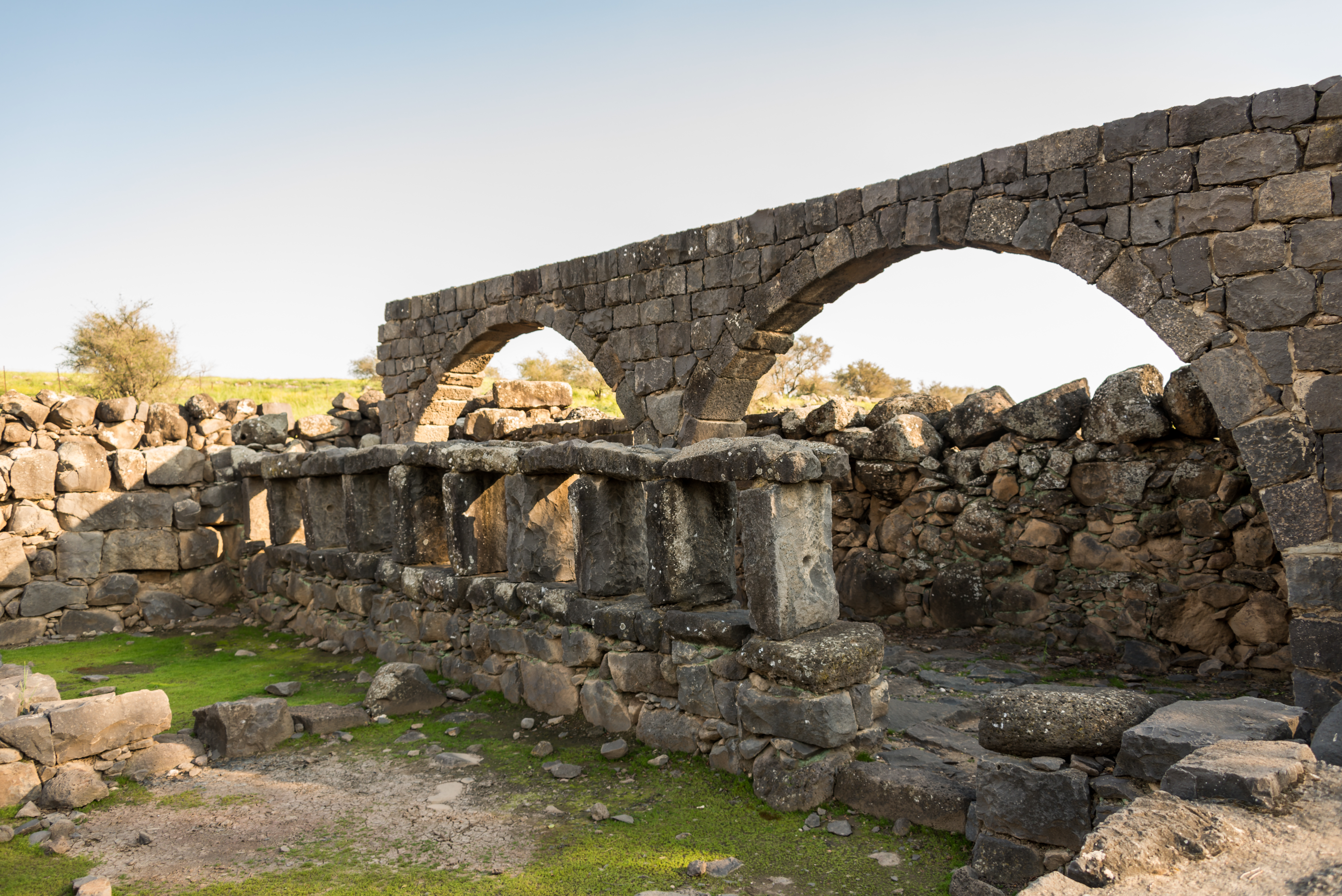
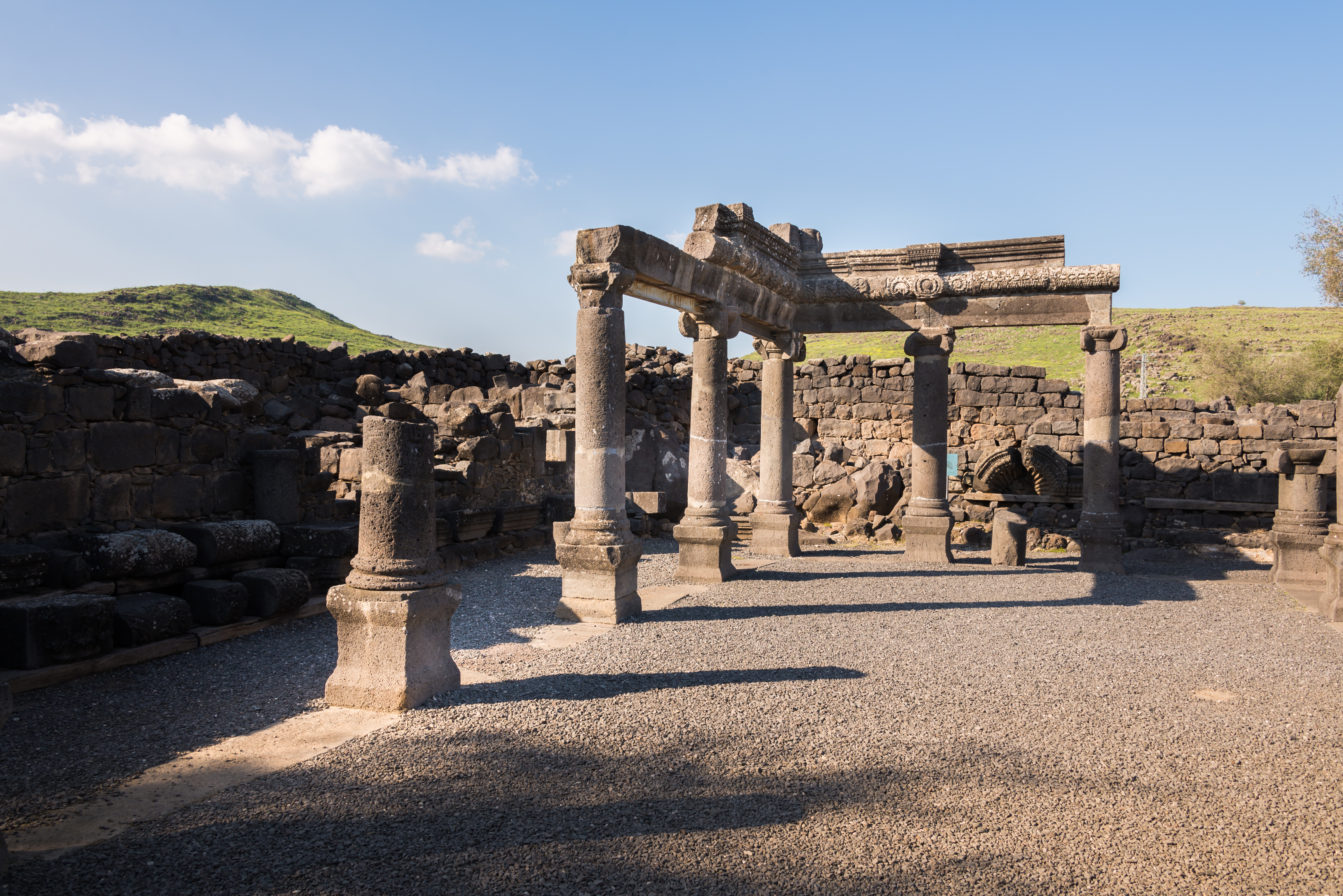

## В Евангелии
Иисус Христос часто посещал Хоразин и сотворил здесь много чудес и знамений, а в конце Своей проповеди укорял его жителей за нераскаянность: «Тогда начал Он укорять города, в которых наиболее явлено было сил Его, за то, что они не покаялись: горе тебе, Хоразин! горе тебе, Вифсаида! ибо если бы в Тире и Сидоне явлены были силы, явленные в вас, то давно бы они во вретище и пепле покаялись, но говорю вам: Тиру и Сидону отраднее будет в день суда, нежели вам.» (Мф. 11:20-22); аналогично: (Лк. 10:13-14).